# Luftfahrt-Drehkreuz

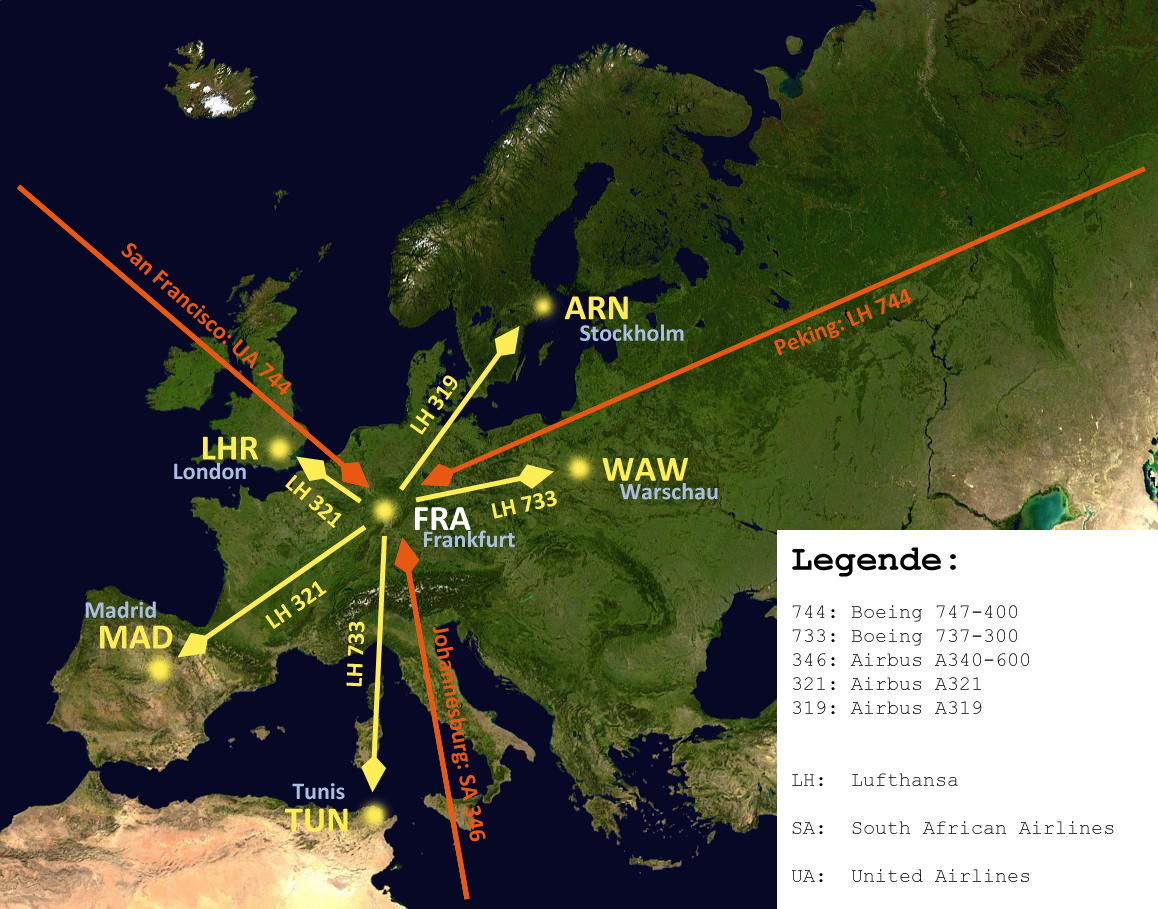
Schematisches Beispiel für ein Hub-and-Spoke-System, hier am Flughafen Frankfurt

Unter einem (Luftfahrt-)Drehkreuz, auch englisch Hub (Nabe) genannt, versteht man in der Luftverkehrswirtschaft gemeinhin einen Umsteigeflughafen einer Fluggesellschaft zum Umstieg zwischen Kurz-, Mittel- und Langstreckenflügen. Für Luftfracht-Drehkreuze gelten die nachstehenden Ausführungen sinngemäß.

## Begriffsklärung

### Definition
Der hier behandelte Fachbegriff Drehkreuz (Hub) bezieht sich im Unterschied zu dem sich auf sämtliche Flugverbindungen an einem Flughafen beziehenden Begriff im Sinne eines Luftverkehrsknotenpunkts auf das Streckennetz einer Fluggesellschaft. Der luftverkehrswirtschaftliche Begriff Drehkreuz ist weder wissenschaftlich eindeutig definiert noch gesetzlich normiert. Die Begriffsbedeutung wird in erster Linie von den agierenden Fluggesellschaften geprägt. Ein Drehkreuz ist das planungstechnische Ergebnis einer Netzplanung einer oder mehrerer miteinander kooperierender Fluggesellschaften. Flughäfen, an denen Fluggesellschaften Drehkreuze eingerichtet haben, werden von den Fluggesellschaften oftmals zugleich als Heimat- und/oder Flottenbasis genutzt, wo deren Fluggerät gewartet wird.
Insgesamt müssen folgende fünf Kriterien erfüllt sein, um bei einem Verkehrsflughafen auch im luftverkehrswirtschaftlichen Sinne von einem „Drehkreuz“ sprechen zu können:
- zahlreiche Umsteigemöglichkeiten zwischen Flügen derselben Fluggesellschaft,
- Zubringerfunktion der Kurz- und Mittelstreckenflüge für Mittel- und Langstreckenflüge derselben Fluggesellschaft,
- Auflistung der Umsteigeverbindungen im Flugplan der Fluggesellschaft als One-Stop-Flüge, d. h. Flugkombinationen, die mit einem Flugzeugwechsel verbunden sind; im Flugplan meist mit dem lateinischen Wort „via“ (Weg/Straße) im Sinne von „der Weg führt über Musterstadt“ (z. B. von München nach New York via Paris = München → Paris → New York),
- der planmäßig umstiegsbedingte Zeitaufwand darf nicht außer Verhältnis zu der Gesamtreisezeit liegen, die für einen (potenziellen) Non-Stop- oder Direktflug (Zwischenstopp ohne Flugzeugwechsel) benötigt würde,
- Ziel ist die dauerhafte Rentabilität des – sowohl planungstechnisch als auch logistisch – aufwändigen Drehkreuzes.

Fehlt es an einer der o.a. Voraussetzungen, so handelt es sich lediglich um einen Knotenpunkt innerhalb des Streckennetzes einer Fluggesellschaft, in dem sich verschiedene Flugverbindungen derselben Fluggesellschaft treffen, ohne systematische Umsteigeverbindungen darzustellen.

### Hub-and-Spoke-Verfahren
Bei dem Hub-and-Spoke-Verfahren (Nabe-und-Speiche-Verfahren) im Luftverkehr werden Passagiere sowie Güter zunächst von ihrem Abflugsort zum Drehkreuz geflogen, um von dort mit Passagieren und Gütern aus zahlreichen anderen Richtungen (aber mit dem gleichen Ziel) zu ihrem eigentlichen Bestimmungsort weiterzufliegen. Die Anwendung des Hub-and-Spoke-Verfahrens führt zu einer hohen Auslastung (Spitzenlast) der zentralen Verkehrsknoten und der Flugzeuge. Hubs tragen auch dazu bei, dass auf Langstreckenflügen große Maschinen wirtschaftlich betrieben werden können (je größer das Flugzeug und je länger die Flugstrecke, desto geringer sind die anteiligen Betriebskosten für den Transport eines Passagiers). Gleichzeitig werden auf diese Weise auch kleinere regionale Flughäfen an das weltweite Luftverkehrsnetz angeschlossen. Dementsprechend sind am zentralen Drehkreuz hohe Kapazitätsreserven in Bezug auf vorgehaltene Infrastruktur und angebotene Bodenverkehrsdienstleistungen notwendig. Über den Tag verteilt wechseln „Passagiermassen“ in mehreren Wellen aus kleineren Kurz- oder Mittelstreckenflugzeugen in Mittel- oder Langstreckenflugzeuge und umgekehrt.

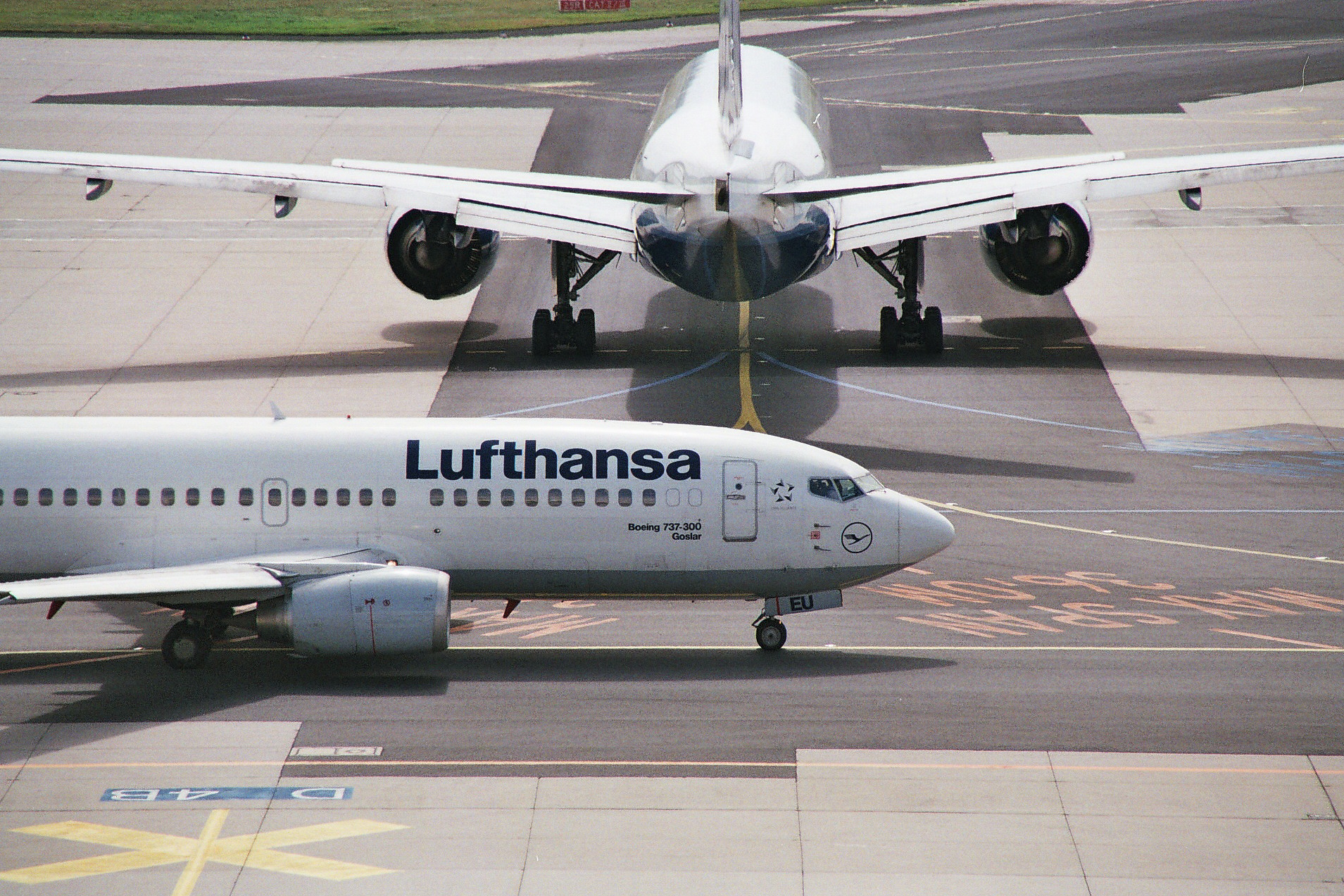
Boeing 737-300 Goslar am Flughafen Frankfurt, im Hintergrund eine Boeing 777-200 des Lufthansa-Partners United Airlines

Innerhalb verschiedener Allianzen werden die Drehkreuze genutzt, um einen Transfer der Flugpassagiere zwischen den verschiedenen Fluggesellschaften zu ermöglichen. Dies erhöht die Zahl der angebotenen Zielorte für eine Fluggesellschaft, ohne die von Partnergesellschaften bereits bedienten Strecken mit eigenem Personal und Fluggerät betreiben zu müssen. Von dieser erhöhten Flexibilität können auch kleine Kundengruppen profitieren, deren Transport auf bestimmten, geringer nachgefragten, Strecken sich sonst nicht rentieren würde. So fliegt die Lufthansa mittlerweile den gesamten australischen Kontinent nicht mehr selbst an, sondern teilt sich die Fernstrecken nach und von Australien mit ihren Allianz-Partnern, wobei das Drehkreuz „auf halber Strecke“ liegen kann (z. B. in Singapur oder in Bangkok).
Große Luftverkehrsgesellschaften bedienen ein bis drei (teilweise aber auch mehr) solcher Drehkreuze. So setzt die Lufthansa Group die Flughäfen Frankfurt und München (mit der Kernmarke Lufthansa) sowie über ihre Tochtergesellschaften Swiss und Austrian Airlines die Flughäfen Zürich und Wien als Drehkreuze ein. Beispiele für Fracht-Drehkreuze in Deutschland sind der Flughafen Köln/Bonn als Europa-Hub von UPS Airlines und seit 2008 der Flughafen Leipzig/Halle als Europa-Hub von DHL.
Es kommen unterschiedlichen Arten von Hub-and-Spoke-Systemen vor.
- Hourglass-Hub: Aufgrund der geographischen Lage einiger Flughäfen dienen diese besonders auf langen O&D-Märkten als Umsteigeflughafen, der aus technischen Gründen angeflogen werden muss. Ein klassisches Beispiel ist dabei der Flughafen Singapur, der vielen Passagieren als Umsteigeflughafen zwischen Europa und Australien/Neuseeland dient. Die Länge der In- und Outbound-Verbindungen ist dabei nahezu gleich groß.
- Hinterland-Hub: Das entscheidende Merkmal für diese Hub-Art ist, dass Kurzstrecken- und Langstreckenflüge miteinander verknüpft werden, da das Passagieraufkommen für einen Direktflug nicht ausreicht.
- Multi-Hub: Man versteht darunter die Verbindung zweier Hubs einer Allianz. Beispielsweise wären die beiden Flughäfen Frankfurt/Main und Chicago/O’Hare ein Multi-Hub-Gefüge der Star Alliance.
- Mega-Hub: Dies sind besonders bedeutende Hubs einer Allianz auf einem Kontinent. In Europa sind dies: London-Heathrow, Paris-Charles de Gaulle und Frankfurt/Main.
- Sekundär-Hub: Wenn der primäre Hub einer Airline aus Kapazitätsgründen wachstumsbeschränkt ist, wird oft ein zweiter Hub eingerichtet. Beispielsweise gilt München als Sekundär-Hub der Lufthansa.
- Shared-Hub: Einige Flughäfen werden mitunter von zwei Airlines als Hub genutzt. Chicago-O’Hare ist ein Hub von United und American Airlines.

## Vorteile von Drehkreuzen
Flag-Carriers haben üblicherweise mindestens ein Drehkreuz in ihrem Streckennetz. So müssen nicht zwischen allen möglichen Orten Nonstopflüge durchgeführt werden. Dies wäre nicht rentabel, da die Flugzeuge nur selten oder nie so ausgelastet wären, dass sich Beschaffung, Einsatz und Wartung lohnen würden. Die Flugauslastung auf einzelnen Hauptstrecken kann erhöht werden, indem dem Drehkreuz von verschiedenen dezentralen Flughäfen aus Passagiere und Fracht für eine Hauptstrecke „zugeliefert“ werden.
An überdurchschnittlich stark frequentierten internationalen Großflughäfen verschaffen sich manche Fluggesellschaften einen zusätzlichen Wettbewerbsvorteil durch die Nutzung von gesonderten Terminals mit Drehkreuzfunktion, um mit kürzeren Fußwegen die Umsteigezeit für ihre Passagiere zusätzlich zu verringern, zum Beispiel Air France am Flughafen Paris-Charles-de-Gaulle.
Nicht zuletzt aufgrund der anhaltenden Zunahme des Linienflugverkehrs und der damit zusammenhängenden Überlastungen mancher Drehkreuze wächst allerdings das Kundenbedürfnis nach Nonstop-Flugverbindungen. Das Konzept mittelgroßer, komfortabler Langstreckenjets (Boeing 787, Airbus A350) sucht diesem Kundenbedürfnis Rechnung zu tragen. Für Langstrecken mit nochmals weniger Nachfrage gibt es die Airbus-A321neo-Variante A321XLR. Billigfluggesellschaften haben selten und Ferienflieger nie Drehkreuze, da sie überwiegend nachfragestarke Kurz- und Mittelstrecken mit Schmalrumpfflugzeugen fliegen und deshalb Direktverbindungen anbieten können. Weniger nachgefragte Verbindungen bieten sie nicht täglich an.

### Wirtschaftsgeographische Vorteile
Die Positionierung als wichtiges Drehkreuz hat wegen der besseren Flugverbindungen gravierende übergeordnete Standortvorteile:
Durch einen Hub gewinnt eine Stadt durch ihre bessere Erreichbarkeit an Zentralität im Weltwirtschaftssystem. Dies hat wiederum Auswirkung auf die Standortwahl bei der Ansiedlung neuer Unternehmen, von Konzernzentralen und Dienstleistern, und wegen des großen Angebots günstiger Flüge evtl. auch auf die Lenkung des Fremdenverkehrs (z. B. Las Vegas). Die strategische Positionierung der Stadt Dubai im internationalen Wirtschaftssystem setzt ebenfalls auf diese sich gegenseitig verstärkenden Konzentrationseffekte.
In den kommenden Jahren ist insbesondere in Asien die Entwicklung neuer Drehkreuze in Konkurrenz zu etablierten Hubs wie Singapur, Bangkok, Kuala Lumpur oder Tokio zu erwarten.

### Vorteile von mehreren Drehkreuzen

#### Auslastungsbedingte Vorteile
Lufthansa betreibt neben ihrem wichtigsten Standort Frankfurt seit 1996 ein weiteres Drehkreuz in München, ursprünglich weil der Frankfurter Flughafen damals seine Auslastung erreicht hatte und der weitere Ausbau nur mit Verzögerungen realisiert werden konnte. Zwischenzeitlich hat sich München jedoch zu einem eigenständigen Luftfahrt-Drehkreuz entwickelt, das auch ohne die Problematik in Frankfurt Vorteile bietet.
Die aus der Fusion von Air France und KLM entstandene Gesellschaft Air France-KLM nutzt aus o. a. Gründen weiterhin sowohl den Flughafen Amsterdam-Schiphol, als auch den Pariser Flughafen Charles de Gaulle als Drehkreuze. Auch der Flughafen Zürich wird nach der Übernahme der Swiss durch den Lufthansa-Konzern als „Schweizer Drehkreuz“ weitergenutzt.

#### Geographische Vorteile
Um etwa die gesamte Fläche der USA abzudecken, ist es vorteilhafter, an der Ost- und an der Westküste mindestens je einen Hub zu bedienen, da bei der Alternative eines einzigen zentralen Hubs im Mittelwesten (Chicago, Denver, Dallas oder Minneapolis) ansonsten die Umwege zu groß und damit für viele Passagiere uninteressant werden (z. B. für die Strecke Seattle – Los Angeles).

## Nationale und internationale Drehkreuze
Drehkreuze sind insbesondere in Flächenländern mit hohem inländischen Flugaufkommen wie den USA von großer Bedeutung. So macht der internationale Luftverkehr auf den beiden größten Flughäfen der Welt, Atlanta und Chicago O’Hare, nur 10 bis 15 Prozent des gesamten Passagieraufkommens aus. Wesentlich größere internationale Drehkreuze US-amerikanischer Fluggesellschaften sind zum Beispiel auf dem im Vergleich mit Atlanta deutlich kleineren New Yorker John F. Kennedy Airport eingerichtet, auf dem die internationalen Passagiere 48 Prozent ausmachen.
Das Drehkreuz in Dubai auf dem Flughafen Dubai International Airport mit der Heimatfluggesellschaft Emirates dürfte aktuell die mustergültigste Drehkreuzumsetzung der Welt sein. Während andere große Drehkreuze auf Flughäfen liegen, die auch regelmäßiges Endziel von Flugreisenden sind, ist Dubai für die meisten Passagiere tatsächlich nur ein Umsteigeflughafen. Dementsprechend hat auch keine andere Fluggesellschaft wie Emirates eine so große Flotte von besonders großen drehkreuztauglichen Großraumflugzeugen, z. B. des Airbus A380.

## Drehkreuze an den größten Luftverkehrsknotenpunkten
| Rang                                | International            | National                   | Gesamt                     |
| ----------------------------------- | ------------------------ | -------------------------- | -------------------------- |
| 1                                   | London Heathrow          | Atlanta Hartsfield Jackson | Atlanta Hartsfield Jackson |
| 2                                   | Paris Charles de Gaulle  | Chicago O’Hare             | Beijing International      |
| 3                                   | Flughafen Frankfurt Main | Tokio-Haneda               | London Heathrow            |
| 4                                   | Amsterdam Schiphol       | Los Angeles International  | Tokio-Haneda               |
| 5                                   | Hong Kong International  | Dallas/Fort Worth          | Los Angeles International  |
| Bezogen auf das Passagieraufkommen. |                          |                            |                            |

## Kritik
- Für die Spitzenverkehrszeiten muss eine deutlich größere und damit auch teurere Infrastruktur (Lande- und Rollbahnsystem, Transportkapazitäten, Abfertigungsgebäude, Gepäckförderung, Sicherheitskontrollen) zur Verfügung gestellt werden, die während Schwachlastzeiten untergenutzt ist.
- Steigender Flächenbedarf und mehr Flugverkehr stoßen in vielen Fällen an Kapazitätsgrenzen (zum Beispiel in Frankfurt, London-Heathrow, Tokio-Haneda). Mit dem Ausbau sind zusätzliche Belastungen der Anwohner verbunden (eventuell jahrelange kostspielige Prozesse). Teilweise werden Flughäfen weiter außerhalb der Stadt neu errichtet (unter Schließung des Bestandsflughafens wie in den Fällen Denver und München oder dessen Weiterbetrieb wie in den Fällen Paris Orly und Dallas Love Field) um Platz für Ausbauten zu gewinnen. Dies verlängert Wege vom Flughafen zum Stadtzentrum und kann im Extremfall sogar dazu führen, dass auf derselben Route dieselbe Fluggesellschaft zwei Flughäfen in derselben Stadt bedient – ein ineffizientes Verfahren. Im Fall der Schließung des Bestandsflughafens sind dessen einstige Baukosten versunkene Kosten, da Flughafengebäude zumeist nicht oder nur eingeschränkt umgenutzt werden können.
- Den negativen lokalen Effekten von Flughäfen (Lärm, Luftverschmutzung) für betroffene Anwohner steht geringer lokaler Nutzen gegenüber, wenn die Infrastruktur überwiegend von Umsteigern genutzt wird.
- Mehr Umsteigepassagiere bedeuten nicht unbedingt einen realen Zuwachs an Einnahmen für die Fluggesellschaften. Die Mittel- und Langstreckenmaschinen sind zwar rechnerisch besser ausgelastet, jedoch bedeuten Zubringerflüge für die Fluggesellschaft zunächst höhere operative Kosten im Vergleich zu Direktverbindungen. Ob Zubringerflüge rentabel sind, hängt letztlich von der Gewinnbilanz in der Gesamtschau aller von einer Fluggesellschaft erbrachten Flugleistungen ab.
- An großen Flughäfen dauert der Aufenthalt von Flugzeugen insbesondere im Kurz- und Mittelstreckenverkehr länger als bei Direktverbindungen. Dies liegt zum einen an den längeren Rollwegen von und zu den Lande- und Startbahnen und zum anderen an flugplanbedingten längeren Aufenthaltszeiten der Maschinen, damit auch auf allen Umsteigeverbindungen die Anschlüsse gewährleistet sind. Dadurch reduzieren sich die umsatzrelevanten tatsächlichen Flugzeiten pro Flugzeug.
- Die Unternehmensstatistik wird verzerrt, da jeder „Umsteiger“ als „zwei Passagiere“ (einmal Ankunft, einmal Abflug) gezählt wird. Würde man diese Verkehrsbilanz den mit Bahn, Bus oder PKW anreisenden Flugpassagieren gegenüberstellen, ergäbe sich ein realistischeres Bild des eigentlichen Passagieraufkommens eines Flughafens oder einer Fluggesellschaft.
- Der Flugplan einer Fluggesellschaft gerät oft über einen längeren Zeitraum durcheinander, wenn an einem Drehkreuz gehäuft Verspätungen, zum Beispiel durch Wettereinflüsse, auftreten. Auch kommt es zu einer verstärkten Verspätung oder Fehlleitung von Fluggepäck durch häufigeres Umladen.
- In ökologischer Hinsicht gibt es unterschiedliche Auffassungen, ob die oft geringe Auslastung von Zubringerflügen im Vergleich zu der damit erzielten höheren Auslastung der Langstreckenmaschinen in der Umweltbilanz einen höheren Ausstoß an Luftschadstoffen bedeutet, als wenn mehr Direktflüge durchgeführt würden. Dabei ist zwischen einer unternehmensbezogenen Umweltbilanz und der Umweltgesamtbilanz zu unterscheiden. Davon zu trennen ist die öffentliche Diskussion, ob angesichts der Zunahme von Mobilität Steigerungsraten im Luftverkehr im Vergleich zu anderen Verkehrsmitteln noch als umweltverträglich angesehen werden können.
- Drehkreuze und Zubringerflughäfen schaffen neue Disparitäten im Wettbewerb der Städte, da sie einen großen Standortvorteil bedeuten, was wiederum für Städte, die über keinen eigenen (Zubringer-)Flughafen verfügen einen erheblichen Standortnachteil bedeuten kann.
- Kurze Flüge sind für Airlines zunehmend unrentabel. So versuchte die Lufthansa schon in den 1980er Jahren durch den Lufthansa Airport Express Kurzstreckenflüge durch Zugfahrten zu ersetzen. Auch das Angebot Rail&Fly der Deutschen Bahn in Kooperation mit den Airlines geht in eine ähnliche Richtung. Direktflüge führen demgegenüber seltener zu unwirtschaftlichen kurzen Flugstrecken. Ein moderner Hub braucht deswegen auch gute Erreichbarkeit im Hochgeschwindigkeitsverkehr der Eisenbahn – idealerweise Direktverbindungen im Fernverkehr sowie Nachtsprung für frühe Abflüge. Die unzureichende Anbindung zum Beispiel des Münchner Flughafens auf der Schiene ist ein erheblicher Standortnachteil im Wettbewerb mit besser angebundenen europäischen Hubs wie Paris Charles de Gaulle, Frankfurt oder Amsterdam Schiphol.
- Ein Hub stellt einen Single Point of Failure dar. Alle Reisen mit Umstieg im Hub sind betroffen, wenn am Hub ein größeres Problem vorliegt. Bei einem Direktflug sind von Störungen jeweils nur die Ausgangs- und Zielpunkte betroffen.